# Дрогери
Дро́гери (нем. die Drogerie, «аптекарский магазин») — магазин-дискаунтер в формате самообслуживания, расположенный рядом с домом или в торговом центре, продающий непродовольственные потребительские товары повседневного спроса (FMCG, англ. Fast Moving Consumer Goods): декоративную и уходовую косметику, товары персонального ухода и гигиены, товары для ухода за домом. В Западной Европе в ассортимент магазинов дрогери входят также безрецептурные препараты, парафармация и БАДы.
Родоначальниками формата принято считать немецкие сети DM, Rossmann, Schlecker, Müller, начавшие свою деятельность в данном формате в начале 70-х годов XX века.
В настоящий момент сети формата дрогери широко представлены во многих странах мира, среди самых крупных и известных, кроме указанных немецких сетей, также сеть Watsons со штаб-квартирой в Гонконге.
Объем продаж на российском рынке дрогери в 2014 году составлял 65,7 млрд рублей.

## Российские сети дрогери
По состоянию на март 2020 года в России работают следующие сети дрогери:
| Название сети   | Количество магазинов | Регионы работы                                                                       |
| --------------- | -------------------- | ------------------------------------------------------------------------------------ |
| Магнит Косметик | 5600                 | Вся Россия                                                                           |
| Улыбка радуги   | 799                  | Европейская часть России                                                             |
| Рубль Бум       | 605                  | Приволжский и Центральный федеральные округа                                         |
| Novex           | 270                  | Сибирь                                                                               |
| Семь дней       | 250                  | Воронеж и Центральное Черноземье                                                     |
| Подружка        | 237                  | Москва, Московская область, Ленинградская область, Рязань, Ярославль, Ростов-на-Дону |
| Фортуна         | 198                  | Пензенская и еще 11 областей                                                         |
| Парфюм-Лидер    | 148                  | Омск и соседние города                                                               |
| Семь+Я          | 132                  | Самарская, Ульяновская и Оренбургская области, Татарстан и Башкортостан              |
| Впрок           | 104                  | Татарстан, Пермский край, Екатеринбург                                               |
| Оптима          | 100                  | Удмуртия, Татарстан, Башкортостан и Пермский край                                    |

В России действует потребительское общество Дрогери Союз, в который входят 11 сетей в качестве пайщиков и партнеров .